# Kupise
Kupise – wieś w Polsce, położona w województwie mazowieckim, w powiecie płockim, w gminie Mała Wieś.
W latach 1975–1998 przysiółek administracyjnie należał do województwa płockiego.
Przed 2023 r. miejscowość była przysiółkiem wsi Podgórze-Parcele.